# Teodor Iljitsch Oiserman

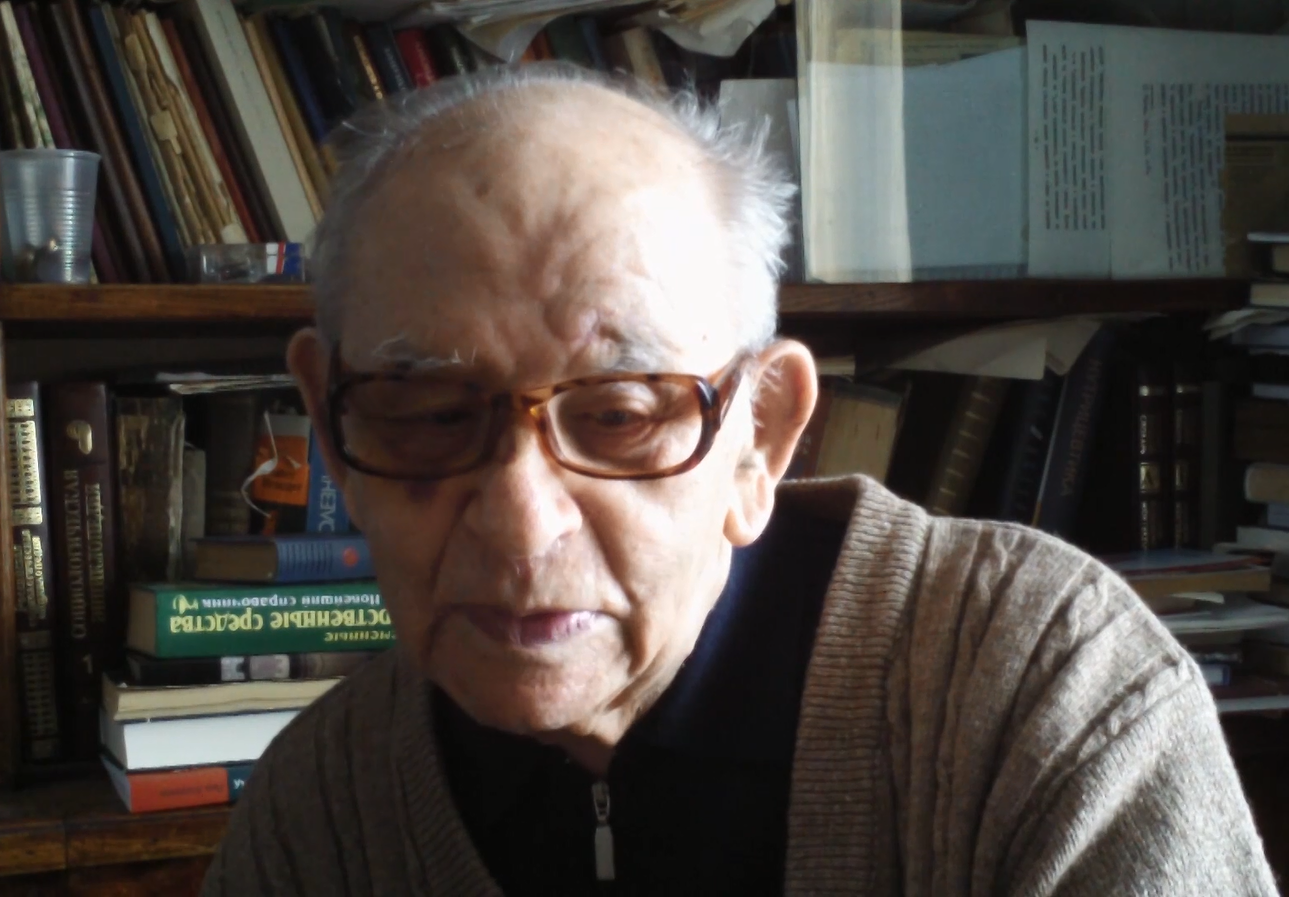
Teodor Oiserman im Februar 2015

Teodor Iljitsch Oiserman (russisch Теодор Ильич Ойзерман, * 1. Maijul. / 14. Mai 1914greg. in Petrowiriwka bei Tiraspol, Gouvernement Cherson, Russisches Kaiserreich, heute: Rajon Schyrjajewe, Oblast Odessa, Ukraine; † 25. März 2017 in Moskau) war ein russischer Philosoph und Philosophiehistoriker.

## Leben
Geboren als Sohn jüdischer Eltern in der südlichen Ukraine, studierte Oiserman am Moskauer Institut für Philosophie, Literatur und Geschichte (russisch Московский институт философии, литературы и истории) und schloss das Studium 1938 ab. Er lehrte an der Plechanow-Wirtschaftsakademie, bevor er den Lehrstuhl für Geschichte der Philosophie an der Moskauer Universität übernahm. 1966 wurde er korrespondierendes Mitglied der Akademie der Wissenschaften der UdSSR. Am 29. Oktober 1981 wurde er dort Akademiemitglied. Er war Bereichsleiter im Institut für Philosophie derselben Akademie in Moskau sowie Autor wie Herausgeber mehrerer Bücher über Marx, Hegel wie marxistische Philosophie. Er war auch auswärtiges Mitglied der Akademie der Wissenschaften der DDR und der nachfolgenden Gelehrtengesellschaft bis zu deren Auflösung im Jahr 1992. Er erhielt zahlreiche staatliche Auszeichnungen.

## Werke (Auswahl)
- Die Entfremdung als historische Kategorie (1965)
- Die Entstehung der marxistischen Philosophie (1980)